# Cultus Ferox
Cultus Ferox es un grupo de música medieval fundado a finales del año 2002 en Berlín, Alemania. Su estilo consiste en el uso rítmico de gaitas en conjunto con otros instrumentos, tanto modernos como de tipo medieval.
Cultus Ferox cuenta en su repertorio tanto con piezas instrumentales como con canciones. Las letras de estas últimas hacen alusión al estilo de vida medieval, a mitos o al religión pagana.

## Discografía
- 2002 – Weihnachtstänze aus dem Dudelmannsack
- 2003 – Wiederkehr
- 2004 – Flamme des Meeres
- 2005 – Aufbruch
- 2006 – Unbeugsam
- 2006 – Strandgut (DVD)